# H.323
H.323 — рекомендация ITU-T, определяющая набор стандартов для передачи мультимедиа-данных по сетям с пакетной передачей. Получила довольно широкое распространение в рамках услуг IP-телефонии. Многие известные производители телекоммуникационного оборудования (Avaya, Huawei, D-Link, Wildix) имеют в своей линейке H.323-устройства.
Рекомендации ITU-T, входящие в стандарт H.323, определяют порядок функционирования абонентских терминалов в сетях с разделяемым ресурсом, не гарантирующих качества обслуживания (QoS).
Стандарт H.323 не связан с протоколом IP, однако, изначально подавляющее число реализаций было основано на этом протоколе. Набор рекомендаций определяет сетевые компоненты, протоколы и процедуры, позволяющие организовать мультимедиасвязь в пакетных сетях.
Стандарт H.323 определяет четыре основных компонента, которые вместе с сетевой структурой позволяют проводить двусторонние (точка-точка) и многосторонние (точка — много точек) мультимедиаконференции.
Несмотря на то, что H.323 — это целый стек протоколов, нередко можно встретить упоминание термина H.323 как частного случая сигнализации VoIP. С точки зрения технологического применения конкурирует с SIP — очень похожим протоколом, разработанным инженерным советом Интернета (IETF), а также IAX, разработанным прежде всего только для программной IP-АТС Asterisk, но ставшим впоследствии стандартом.

## Общее представление
Рекомендация H.323 разделяет передачу данных на четыре составляющих, каждая из которых описана в соответствующих дополнительных рекомендациях:
- Сигнализация — формирует соединение и управляет его статусом, описывает тип передаваемых данных
- Управление потоковым мультимедиа (видео и голос) — передача данных посредством транспортных протоколов реального времени (RTP)
- Приложения передачи данных (факсимильные сессии и т. п.) — передача в рамках соответствующих стандартов, таких как T.120 и T.38
- Коммуникационные интерфейсы — взаимодействие устройств на физическом, канальном, сетевом уровнях

Сигнализация H.323 основывается на рекомендации Q.931, применяемой в ISDN. Наиболее распространённые виды сигнализации H.225.0 и H.245.

## Стандарт мультимедийных приложений H.323
| Стандарт /характеристика   | H.320                           | H.321                           | H.322                                             | H.323                                                       | H.324                         | H.324/C         | H.310                           |
| -------------------------- | ------------------------------- | ------------------------------- | ------------------------------------------------- | ----------------------------------------------------------- | ----------------------------- | --------------- | ------------------------------- |
| Год принятия               | 1990                            | 1995                            | 1995                                              | 1996                                                        | 1996                          | 1998            | 1996                            |
| Последняя редакция         | 1.3                             | 1.3                             | 1.3                                               | 1.3                                                         | 1.3                           | —               | —                               |
| Сеть                       | Узкополосная коммутируемая ЦСИО | H.320 в Ш-ЦСИО и ATM            | Сеть ПК с гарантированной пропускной способностью | Сеть с ПК с негарантированной проп. способностью (Ethernet) | Аналоговая телефонная система | Мобильная связь | Ш-ЦСИО, ATM, LAN                |
| Видео                      | H.261, H.263                    | H.261, H.263                    | H.261, H.263                                      | H.261, H.263, H.263+, H.264                                 | H.261, H.263                  | H.261, H.263    | MPEG-2 (H.262), H.261           |
| Аудио                      | G.711, G.722, G.728             | G.711, G.722, G.728             | G.711, G.722, G.728                               | G.711, G.722, G.723, G.728, G.729                           | G.723.1                       | G.723           | MPEG-2, G.711, G.722, G.728     |
| Мультиплексирование        | H.221                           | H.221                           | H.221                                             | H.225.0                                                     | H.223                         | H.223А          | H.222.0, H.222.1 (MPEG)         |
| Управление                 | H.230, H.242                    | H.242                           | H.242, H.230                                      | H.245                                                       | H.245                         | H.245           | H.245                           |
| Конференции                | H.231, H.243                    | H.231, H.243                    | H.231, H.243                                      | H.332                                                       |                               |                 |                                 |
| Данные                     | T.120                           | T.120                           | T.120                                             | T.120                                                       | T.120                         | T.120           | T.120                           |
| Коммуникационный интерфейс | I.400                           | AAL I.363, ATM I.361, PHY I.400 | I.400 и TCP/IP                                    | TCP/IP                                                      | Модем V.34                    | Мобильное радио | AAI I.363, ATM I.361, PHY I.432 |

- H.320 — по сетям ISDN;
- H.321 — по сетям Ш-ЦСИО и ATM;
- H.322 — по сетям с коммутацией пакетов с гарантированной пропускной способностью;
- H.323 — по сетям с коммутацией пакетов с негарантированной пропускной способностью;
- H.324 — по телефонным сетям общего пользования;
- H.324/C — по сетям мобильной связи.

## Типы устройств H.323
- Терминал может представлять собой ПК или автономное устройство, способное выполнять мультимедийное приложение. Он обязан обеспечивать звуковую связь и может дополнительно поддерживать передачу видео или данных. Вследствие того, что основной функцией терминала является передача звука, он играет ключевую роль в предоставлении сервиса IP- телефонии. H.323-терминал должен поддерживать следующие протоколы:
  - H.245 — для согласования параметров соединения;
  - Q.931 — для установления и контроля соединения;
  - RAS — для взаимодействия с привратником;
  - RTP/RTCP — для оптимизации доставки потокового аудио (видео);
  - G.711 — кодек для передачи звуковой информации (голоса, тональных сигналов, факсимильных и модемных соединений);
  - семейство протоколов H.450 — для поддержки обязательных в H.323 дополнительных видов обслуживания (ДВО).

Дополнительными компонентами могут быть другие аудио- и видеокодеки (H.261, H.263, MPEG). Поддержка рекомендации T.120 для совместной работы над документами необязательна.
- Шлюз (gateway) не входит в число обязательных компонентов сети H.323. Он необходим только в случае, когда требуется установить соединение с терминалом другого стандарта. Эта связь обеспечивается трансляцией протоколов установки и разрыва соединений, а также форматов передачи данных. Шлюзы H.323-сетей широко применяются в IP-телефонии для сопряжения IP-сетей и цифровых или аналоговых коммутируемых телефонных сетей.
- Привратник (gatekeeper) выступает в качестве центра обработки вызовов внутри своей зоны и выполняет важнейшие функции управления вызовами. Зона определяется как совокупность всех терминалов, шлюзов и MCU под управлением данного привратника. Привратник — необязательный компонент сети H.323, однако, если он присутствует в сети, то терминалы и шлюзы должны использовать его услуги.
  - Основные:
    - Трансляция адресов — Преобразование внутренних адресов ЛВС и телефонных номеров формата E.164 в адреса протоколов IP/IPX;
    - Управление доступом — Авторизация доступа в H.323-сеть;
    - Управление полосой пропускания — разрешение или запрещение запрашиваемой терминалом полосы пропускания.

  - Дополнительные:
    - Управление процессом установления соединения — при двусторонней конференции привратник способен обрабатывать служебные сообщения протокола сигнализации Q.931, а также может служить ретранслятором таких сообщений от конечных точек;
    - Авторизация соединения — допускается отклонение привратником запроса на установление соединения. Основания — ограничение прав или времени доступа, и иные, лежащие вне рамок H.323;
    - Управление вызовами — привратник может отслеживать состояние всех активных соединений, что позволяет управлять вызовами, обеспечивая выделение необходимой полосы пропускания и баланс загрузки сетевых ресурсов за счёт переадресации вызовов на другие терминалы и шлюзы.
- Сервер многосторонней конференции (Multipoint Control Unit) обеспечивает связь трёх или более H.323-терминалов. Все терминалы, участвующие в конференции, устанавливают соединение с MCU. Сервер управляет ресурсами конференции, согласовывает возможности терминалов по обработке звука и видео, определяет аудио- и видеопотоки, которые необходимо направлять по многим адресам.

В результате появления стандарта H.323, описывающего механизмы взаимодействия устройств, обеспечивающих передачу голоса и видео по IP-сетям, появилась возможность объединять в сети устройства различных производителей, что эффективно для сетей специальной связи.
Более подробную информацию по стандарту H.323, а также исходные тексты программного обеспечения для видео- и аудиоконференций можно найти на странице проекта OpenH323.

## Продукты
На протяжении многих лет стандарт H.323 активно применялся для VoIP-устройств и в программном обеспечении различных производителей. Однако, в последнее время, его популярность снижается в пользу других протоколов.  см.также раздел текущий статус ниже.

### Бесплатное и свободное ПО, с открытым исходным кодом
- xmeeting для MacOS X - программный телефон
- Ekiga - программный телефон с поддержкой H.323 и SIP (бывший GnomeMeeting)
- Проект OpenH323 - свободная реализация зонтичного стандарта H.323, которая может служить основой для различных сервисов и приложений
- GNU Gatekeeper - свободный контроллер зоны H.323 ("привратник")
- Asterisk - свободный софтсвитч - программный коммутатор для обслуживания пользователей (программная IP-АТС) с поддержкой H.322, IAX и SIP
- FreeSWITCH - свободный софтсвитч для телекоммуникационных компаний с поддержкой H.323 и SIP
- Yate - кроссплатформенная программная VoIP-система, с поддержкой H.323 и SIP
- Linkbit - симулятор H.323

### Коммерческие решения
Ниже приводятся несколько примеров продуктов с поддержкой H.323

#### Серверное ПО
- Avaya Aura - программная IP-АТС
- Cisco Unified Call Manager и Cisco Call Manager Express - программные системы для организации телефонной связи
- Российский телефонный узел - софтсвитч, программный коммутатор для обслуживания пользователей с поддержкой H.322, SIP и других популярных протоколов
- Eltex ECS-10 - софтсвитч
- Nortel Meridian - аппаратная АТС с поддержкой H.323

#### VoIP-шлюзы
Используются для подключения аналоговых телефонов, а также для преобразования сигнализации в потоках E1
- AddPack AP - серия абонентских FXS-шлюзов
- AudioCodes MP - серия абонентских FXS-шлюзов
- Cisco ATA-186 - абонентский FXS-шлюз
- Dialogic (Sangoma) IMG - серия потоковых шлюзов (IMG 1010 и IMG2020)
- D-Link DVG-1104TH, DG-102SH, DG-104SH - устаревшие голосовые шлюзы от компании D-Link
- Eltex SMG - серия потоковых шлюзов
- Quintum Tenor - серия потоковых шлюзов

#### Оборудование для пользователей
Настольные VoIP-телефоны 
- AddPac AP-IPxx - серия настольных IP-телефонов с поддержкой H.323
- AddPack AP VP-300 - видео-телефон
- Avaya серии 96xx серии - настольные VoIP-телефоны
- Cisco 7905G, 7912G, 7940G - настольные VoIP-телефоны с поддержкой H.323
- D-Link DPHxx - серия настольных IP-телефонов  с поддержкой H.323 (устаревшие модели: DPH-80H, DPH-100H)
- D-Link DVC-2000 - видео-телефон

## Текущий статус
На протяжении многих лет H.323 был популярен среди администраторов и пользователей VoIP наравне с SIP. В последнее время H.323 в IP-телефонии всё чаще заменяется протоколом SIP.
Всё реже в продаже встречается оконечное оборудование или абонентские терминалы, VoIP-телефоны, поддерживающие только H.323. Производители оконечного оборудования используют либо SIP, либо SIP вместе с H.323, нередко — параллельно с MGCP, а также с поддержкой IAX (для работы с Asterisk и подобными IP-АТС). Аналогичным образом разработчики программных телефонов (софтфонов), как правило, основываются на применении протокола SIP или IAX. Современные услуги телефонии, предлагаемые операторами связи, такие как «виртуальная АТС» (или «облачная АТС», «мобильный офис» и т. п.) или «мобильная IP-телефония», в подавляющем большинстве случаев подразумевают использование протокола SIP.
Разработчики решений для корпоративных сетей, в частности, таких как ВКС, чаще используют протокол SIP, нежели H.323.
Популярное решение от Microsoft для офисной связи, программный продукт «Skype для бизнеса» (ранее — «MS Lync»), также основан на использовании протокола SIP.
H.323 тем не менее используется в некоторых телефонных сетях, построенных с использованием соответствующего оборудования.